# 삼성 갤럭시 탭 4 7.0
삼성 갤럭시 탭 4 7.0(Samsung GALAXY Tab 4 7.0)는 삼성전자가 제조/판매하는 안드로이드 태블릿 컴퓨터로, 갤럭시 탭 3 7.0의 후속 제품이다.
2014년 만우절에 발표하여, 2014년 5월 1일 출시하였다.

## 연혁
- 2014년 만우절 : 제품 공개[3]

## 색상
- 블랙
- 화이트

## 운영 체제/소프트웨어

### 안드로이드 4.4 킷캣
안드로이드 OS 4.4.2 킷캣을 탑재하여 출시했다.

## 같이 보기
- 삼성 갤럭시 탭 3 라이트
- 삼성 갤럭시 탭 4 8.0
- 삼성 갤럭시 탭 4 10.1
- 삼성 갤럭시 W (2014)